# Brassidium
× Brassidium (abreviado Brsdm) en el comercio, es un híbrido intergenérico entre los géneros de orquídeas Brassia y Oncidium (Brs x Onc).